# Amomum pungens
Amomum pungens är en enhjärtbladig växtart som beskrevs av Rosemary Margaret Smith. Amomum pungens ingår i släktet Amomum och familjen Zingiberaceae. Inga underarter finns listade i Catalogue of Life.